# Asiatiska spelen 1990
Asiatiska spelen 1990, även kända som den XI Asiaden, hölls i Peking i Kina mellan den 22 september och 7 oktober 1990, det var den elfte upplagan av asiatiska spelen och första gången ett större idrottsevenemang anordnades i Kina.
Totalt deltog 6 122 aktiva från 36 olika länder i 310 tävlingar i 27 olika sporter. Det delades ut 976 medaljer (310 guld, 309 silver och 357 brons) och av 36 deltagande länder tog 25 minst en medalj. Det land som tog flest guldmedaljer var Kina (183 stycken), följt av Sydkorea (54 stycken) och Japan (38 stycken).

## Förberedelser

### Omröstning
Kina inledde 1983 en kampanj för att få arrangera spelen, bland annat skickades delegationer till flera västasiatiska länder. Även Japan hade visat intresse för att arrangera spelen och vid Asiens olympiska råds möte den 28 september 1984 beslutades det att Kina skulle stå värd för spelen 1990 och Japan 1994.

### Arenor
Tjugo av de totalt 33 arenorna byggdes för spelen och ytterligare sju renoverades. Huvudarenan var Arbetarstadion som renoverats under två år inför spelen. Den enda tävlingen som hölls utanför Peking var seglingen som hölls i kustorten Qinhuangdu.

### Ekonomi
Spelen kostade totalt 25 miljarder renminbi yuan, den kinesiska centralregeringen stod för 10,5 miljarder, Pekings lokalregering för 6,5 miljarder, lotteriet 4 miljarder och resten kom från sponsorer och donationer från människor över hela landet.

### Symboler
Spelens emblem föreställde kinesiska muren vilken formar en figur som kan läsas både som den latinska bokstaven A för Asien och som den romerska siffran elva, XI, då det var de elfte spelen i ordningen. Som maskot valdes pandan Pan Pan, inspirerad av jättepandan Basi. En enorm staty av Pan Pan placerades på Himmelska fridens torg och mindre avbildningar sattes upp på många platser i staden.

## Öppningsceremonin
Den tre timmar långa öppningsceremonin inleddes med en procession av fallskärmshoppare iklädda varje medverkande lands nationalfärger som landade på stadions gräsmatta. Över 20 000 gymnaster och dansare framförde livliga scener med himmelska drakar och tjänare. Därefter följde demonstrationer av wushu och regionala danser. Ceremonin bjöd även på pandaballonger och 11 000 duvor.
Från hedersläktaren förklarade statschefen Yang Shangkun spelen officiellt öppnade. Under en pärlgrå himmel tågade de 36 delegationerna in på arenan inför mellan 65 000 och 70 000 åskådare. Xu Haifeng, som vunnit Kinas första olympiska medalj någonsin tände sedan elden.

## Sporter
Det tävlades i 27 sporter. Nya var softboll, sepak takraw, wushu, kabaddi och kanotsport. Det hölls även uppvisningsmatcher i baseboll och squash.
 Badminton
 Basket
 Bordtennis
 Boxning
 Brottning
 Bågskytte
 Cykling
 Fotboll
 Friidrott
 Fäktning
 Golf
 Gymnastik
 Handboll
 Judo
 Kabaddi
 Kanotsport
 Landhockey
 Rodd
 Segling
 Sepaktakraw
 Simning
 Skytte
 Softboll
 Tennis
 Tyngdlyftning
 Volleyboll
 Wushu

## Medaljfördelning
*   Värdnation
| Pl.    | Nation       | Guld | Silver | Brons | Totalt |
| ------ | ------------ | ---- | ------ | ----- | ------ |
| 1      | Kina*        | 183  | 107    | 51    | 341    |
| 2      | Sydkorea     | 54   | 54     | 73    | 181    |
| 3      | Japan        | 38   | 60     | 76    | 174    |
| 4      | Nordkorea    | 12   | 31     | 38    | 82     |
| 5      | Iran         | 4    | 6      | 8     | 18     |
| 6      | Pakistan     | 4    | 1      | 7     | 12     |
| 7      | Indonesien   | 3    | 6      | 21    | 30     |
| 8      | Qatar        | 3    | 2      | 1     | 6      |
| 9      | Thailand     | 2    | 7      | 8     | 17     |
| 10     | Malaysia     | 2    | 2      | 4     | 8      |
| 11     | Indien       | 1    | 8      | 14    | 23     |
| 12     | Mongoliet    | 1    | 7      | 9     | 17     |
| 13     | Filippinerna | 1    | 2      | 7     | 10     |
| 14     | Syrien       | 1    | 0      | 2     | 3      |
| 15     | Oman         | 1    | 0      | 0     | 1      |
| 16     | Taiwan       | 0    | 10     | 21    | 31     |
| 17     | Hongkong     | 0    | 2      | 5     | 7      |
| 18     | Sri Lanka    | 0    | 2      | 1     | 3      |
| 19     | Singapore    | 0    | 1      | 4     | 5      |
| 20     | Bangladesh   | 0    | 1      | 0     | 1      |
| 21     | Burma        | 0    | 0      | 2     | 2      |
| 22     | Laos         | 0    | 0      | 1     | 1      |
| 22     | Macao        | 0    | 0      | 1     | 1      |
| 22     | Nepal        | 0    | 0      | 1     | 1      |
| 22     | Saudiarabien | 0    | 0      | 1     | 1      |
| Totalt | Totalt       | 310  | 309    | 357   | 976    |